# فرودگاه هگرزتاون
فرودگاه هگرزتاون (به انگلیسی: Hagerstown Airport) یک فرودگاه همگانی است که یک باند فرود چمن دارد و طول باند آن ۱۲۱۹ متر است. این فرودگاه در کشور ایالات متحده آمریکا قرار دارد و در ارتفاع ۳۰۵ متری از سطح دریا واقع شده‌است.